# جاك سوندرز (لاعب كريكت)
جاك سوندرز (21 مارس 1876 بملبورن في أستراليا - 21 ديسمبر 1927) (بالإنجليزية: Jack Saunders)‏ هو لاعب كريكت أسترالي ونيوزلندي. شارك مع منتخب أستراليا الوطني للكريكت.

## وصلات خارجية
- جاك سوندرز على موقع إي آس بي آن كريك إنفو (الإنجليزية)